# Alberto Luiz de Souza
Alberto Luiz de Souza (* 27. April 1975 in Campo Grande), auch als Alberto bekannt, ist ein ehemaliger brasilianischer Stürmer.

## Karriere
Seine Karriere begann er 1995 beim Verein Ituano FC. Nach einem Jahr wechselte Alberto bis 1998 zum Verein SC Internacional. In der Saison 1998/1999 stand er beim italienischen Verein Club Necaxa unter Vertrag. Von 1999 bis 2006 wurde er von den brasilianischen Vereinen Paulista FC, Rio Branco, Palmeiras São Paulo, Náutico Capibaribe, Botafogo FC (SP), FC Santos, Corinthians São Paulo, Atlético Mineiro und Coritiba FC verpflichtet. 2007 wechselte er zum japanischen Verein Ventforet Kofu. Ein Jahr später verließ er den Verein und war zwei Jahre lang vereinslos. Zum Abschluss seiner Karriere stand er von 2010 bis 2011 beim brasilianischen Verein Catanduvense FC unter Vertrag.

## Erfolge
Palmeiras
- Copa dos Campeões: 2000